# Limnephilus wittmeri
Limnephilus wittmeri är en nattsländeart som beskrevs av Malicky 1972. Limnephilus wittmeri ingår i släktet Limnephilus och familjen husmasknattsländor. Inga underarter finns listade i Catalogue of Life.